# Guillaume Philibert Duhesme
Guillaume Philibert Duhesme (Bourgneuf, 7 de julio de 1766 – Waterloo, 20 de junio de 1815) fue un militar francés.

## Biografía
Estudió derecho y en 1792 fue nombrado coronel. Como comandante en Roermond, él llevó a mantener Herstal, un paso importante hacia las Provincias Unidas de los Países Bajos, e hizo quemar el puente de Loo tras la derrota en Neerwinden el 18 de marzo de 1793. Cruzó el Schelde y en la batalla de Villeneuve reunió en infantería que huía (el 6 de julio), y por esta acción lo hicieron general del general de brigada.
Contribuyó a la victoria en la batalla de Fleurus el 26 de julio de 1794 y asedió Maastricht bajo el mando de Jean Baptiste Kléber, y fue promocionado a general. Luchó en Vendée en 1795, y más adelante en el Rin, donde forzó el paso sobre el río el 20 de abril de 1797 en Kehl. En 1798 recibió un mando a Italia a las órdenes de Jean Étienne Championnet, y participó en el sitio de Nápoles y tomó el control de Calabria y Apulia.
Después, recibió un mando en los Alpes en 1800 en el ejército franco-bátavo de Pierre François Charles Augereau. Duhesne fue hecho conde y caballero de honour de Legión, y dirigió la cuarta división del ejército italiano en 1805 a la toma de Nápoles.
En 1808, tomó el mando en España y se distinguió en la defensa del bloqueo de Barcelona. Debido a las acusaciones de permitir excesos de sus tropas, estuvo sin mando de 1810 hasta 1814, cuando se le dio una división del mariscal Claude Victor-Perrin en La Rothière, Montereau y Arcis-sur-Aube.
Después de la primera abdicación de Napoleón en 1814, lo hicieron inspector general de la infantería. En 1815, él se unió a Napoleón después de que volviera de Elba, y luchó en Ligny, donde murió el 18 de junio cerca de Waterloo.